# Роман о Троји
Кад се појавио, био је веома читан Роман о Троји, који је из дубровачких крајева, дошао, вероватно, у источну или југоисточну Србију. Иако је тема грчко-тројански рат, који је избио због отмице лепе Јелене, Менелајеве жене, у роману је приказан амбијент средњега века, наравно, више западно обојен. Поред примера о понашању на двору, средњовековни племић је могао да види у роману како се треба борити за своју даму и бранити углед свога оружја. Иако је Јеленина отмица била узрочник дугогодишњег рата, средњовековни писац није осудио жену, како је то био случај у другим списима. Писан готово говорним језиком и у живом дијалогу, Роман о Троји показује доста сличности са народном, усменом књижевношћу (понављање предлога као у бугарштицама, тумачење небеских појава и сновиђења и сл.).